# Je veux l'aimer (chanson)
Singles de Mireille Mathieu
Together We're Strong
(1983) Éternellement amoureuse
(1983)
Pistes de Je veux l'aimer
Navigateur solitaire
Je veux l'aimer est une chanson française de la chanteuse Mireille Mathieu paru en 1983 chez Ariola. La chanson, œuvre d'Eddy Marnay et de Franck Widling, est le premier single de l'album français de 1983 du même nom, Je veux l'aimer.
La face B du disque, Vivre sans amour, est une œuvre de Charles Level sur une musique de Jean Claudric et provient également du même album que la face A du disque.